# Jouet-sur-l'Aubois
Jouet-sur-l'Aubois és un municipi francès, situat al departament de Cher i a la regió de Centre – Vall del Loira. L'any 2007 tenia 1.511 habitants.

## Demografia

### Població
El 2007 la població de fet de Jouet-sur-l'Aubois era de 1.511 persones. Hi havia 692 famílies, de les quals 242 eren unipersonals (125 homes vivint sols i 117 dones vivint soles), 229 parelles sense fills, 197 parelles amb fills i 24 famílies monoparentals amb fills.
La població ha evolucionat segons el següent gràfic:
Habitants censats

### Habitatges
El 2007 hi havia 846 habitatges, 698 eren l'habitatge principal de la família, 51 eren segones residències i 98 estaven desocupats. 777 eren cases i 66 eren apartaments. Dels 698 habitatges principals, 582 estaven ocupats pels seus propietaris, 101 estaven llogats i ocupats pels llogaters i 15 estaven cedits a títol gratuït; 4 tenien una cambra, 75 en tenien dues, 166 en tenien tres, 208 en tenien quatre i 244 en tenien cinc o més. 493 habitatges disposaven pel capbaix d'una plaça de pàrquing. A 310 habitatges hi havia un automòbil i a 293 n'hi havia dos o més.

### Piràmide de població
La piràmide de població per edats i sexe el 2009 era:
| Homes | Edats   | Dones |
| ----- | ------- | ----- |
| 4     | 95 o +  | 4     |
| 0     | 90 a 94 | 0     |
| 4     | 85 a 89 | 28    |
| 8     | 80 a 84 | 16    |
| 24    | 75 a 79 | 32    |
| 48    | 70 a 74 | 84    |
| 72    | 65 a 69 | 64    |
| 36    | 60 a 64 | 64    |
| 40    | 55 a 59 | 36    |
| 52    | 50 a 54 | 64    |
| 56    | 45 a 49 | 40    |
| 33    | 40 a 44 | 52    |
| 49    | 35 a 39 | 44    |
| 32    | 30 a 34 | 36    |
| 32    | 25 a 29 | 16    |
| 40    | 20 a 24 | 24    |
| 24    | 15 a 19 | 20    |
| 24    | 10 a 14 | 28    |
| 20    | 5 a 9   | 28    |
| 20    | 0 a 4   | 20    |

## Economia
El 2007 la població en edat de treballar era de 889 persones, 633 eren actives i 256 eren inactives. De les 633 persones actives 553 estaven ocupades (314 homes i 239 dones) i 79 estaven aturades (32 homes i 47 dones). De les 256 persones inactives 109 estaven jubilades, 46 estaven estudiant i 101 estaven classificades com a «altres inactius».

### Ingressos
El 2009 a Jouet-sur-l'Aubois hi havia 704 unitats fiscals que integraven 1.518 persones, la mediana anual d'ingressos fiscals per persona era de 16.963 €.

### Activitats econòmiques
Dels 64 establiments que hi havia el 2007, 2 eren d'empreses extractives, 1 d'una empresa alimentària, 7 d'empreses de fabricació d'altres productes industrials, 8 d'empreses de construcció, 14 d'empreses de comerç i reparació d'automòbils, 6 d'empreses de transport, 5 d'empreses d'hostatgeria i restauració, 1 d'una empresa d'informació i comunicació, 1 d'una empresa financera, 2 d'empreses immobiliàries, 7 d'empreses de serveis, 7 d'entitats de l'administració pública i 3 d'empreses classificades com a «altres activitats de serveis».
Dels 20 establiments de servei als particulars que hi havia el 2009, 1 era una gendarmeria, 1 oficina de correu, 1 una oficina bancària, 3 tallers de reparació d'automòbils i de material agrícola, 1 taller d'inspecció tècnica de vehicles, 1 autoescola, 3 paletes, 2 guixaires pintors, 1 fusteria, 2 lampisteries, 1 perruqueria, 2 restaurants i 1 agència immobiliària.
Dels 5 establiments comercials que hi havia el 2009, 1 era un hipermercat, 1 una botiga de menys de 120 m², 1 una fleca i 2 floristeries.
L'any 2000 a Jouet-sur-l'Aubois hi havia 12 explotacions agrícoles que ocupaven un total de 540 hectàrees.

## Equipaments sanitaris i escolars
El 2009 hi havia 1 farmàcia i 1 ambulància.
El 2009 hi havia una escola elemental.

## Poblacions més properes
El següent diagrama mostra les poblacions més properes.